# Cinegrafista

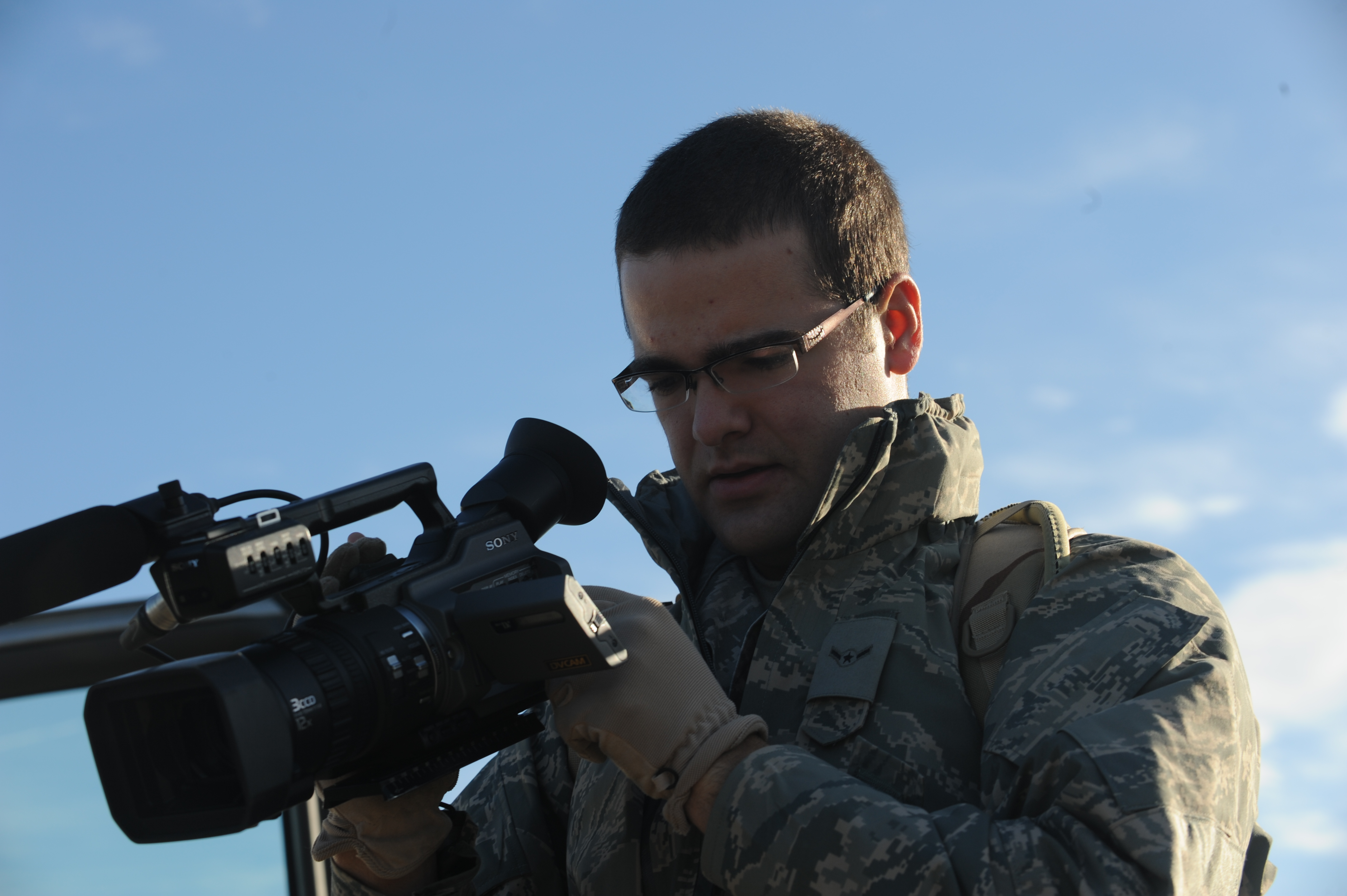
Cinegrafista executa uma verificação de função em sua câmera de vídeo antes de filmar

O cinegrafista é o profissional responsável pelo manuseio de câmera de filmagem ou vídeo.
Em cinema, o operador de câmera é profissional responsável pelo manuseio de câmera de vídeo sob a supervisão de um diretor, tendo habilitação na graduação em rádio e televisão.
Já o repórter cinematográfico é o profissional responsável pelo manuseio de câmera de vídeo a fim de capturar imagens para serem usadas em reportagens, sendo habilitado na graduação em jornalismo.
Depende da sensibilidade deste profissional o resultado de um bom trabalho jornalístico, por isso ele deve captar nas imagens não apenas as ações, mas as emoções, sendo que os detalhes que vão fazer a diferença. Para se ter uma ideia da importância do cinegrafista para as reportagens basta dizer que o telespectador vê os acontecimentos distantes de si através dos olhos do cinegrafista.
Geralmente quando assistimos a um documentário ou reportagem não foi somente o texto do repórter que deu o brilho ao resultado, mas também a competência do cinegrafista para captar a essência desse casamento entre texto e imagem.

Legalmente cabe exclusivamente ao repórter cinematográfico (jornalista) registrar cinematograficamente e produzir as matérias solicitadas de quaisquer fatos ou assuntos de interesse jornalístico. Operador de câmera é radialista e empregado de radiodifusão exercente de atividades voltadas à administração produção ou técnica em estúdio de TV, não grava reportagens externas, mesmo no estúdio não tem autonomia para ângulos ou enquadramentos, sua atribuição é opera câmeras seguindo orientações que escuta num ponto eletrônico de um diretor de imagens, trabalha em programas, tele-jornais e shows gravados ou transmitidos ao vivo.